# Peter Pan (série télévisée d'animation)
Pour les articles homonymes, voir Peter Pan (homonymie).
Peter Pan (ピーターパンの冒険, Pītā Pan no Bōken, lit. « Les Aventures de Peter Pan ») est une série d'animation japonaise en 41 épisodes de 26 minutes, produite par Nippon Animation et diffusée entre le 15 janvier et le 24 décembre 1989 sur Fuji Television.
En France, elle est diffusée à partir de janvier 1990 dans l'émission Cabou Cadin sur Canal+. Rediffusion à partir du 7 avril 1991 dans l'émission Youpi ! sur La Cinq, en 1993 dans l'émission Big Bang sur France 3, et en 1994 dans l'émission M6 Kid sur M6.
Au Québec, la série est diffusée à partir du 8 septembre 1990 à Télévision Quatre-Saisons.
En Belgique, la série est diffusée en 1993 sur RTL TVI dans l'émission matinale pour enfants Chambard présentée par Varvara Dewez.

## Origines
Inspirée de la pièce de théâtre de J. M. Barrie, la série s'en différencie cependant lors de la deuxième moitié de la saison. Dans la première moitié, les camps de Peter Pan et du Capitaine Crochet s'affrontent au travers d'épisodes indépendants. À partir de la seconde moitié de la série, la sorcière Sinistra fait son apparition et l'intrigue est alors suivie.
Si les productions «World Masterpiece Theater» se déroulent habituellement dans le monde réel, dans un environnement familial comme une famille monoparentale et met souvent en scène de malheureux orphelins dans des récits tristes, cette version de Peter Pan fait figure d'exception, puisqu'elle se déroule dans un univers imaginaire joyeux. 

## Synopsis
Peter Pan emmène des enfants pour voir le Pays imaginaire et vit de formidables aventures.
Dans la deuxième moitié de la série, Peter Pan et ses amis partent à la recherche du château des ténèbres afin de mettre un terme aux agissements de la sorcière Sinistra qui a juré la perte du pays.

## Personnages

### Quatuor principal
- Peter Pan

Doublage : Noriko Hidaka (Japon), Hervé Rey (France)
Le héros de cette histoire. Un garçon impatient mais qui a une compagnie. Il a une croyance qu'il ne pardonne pas à quiconque viole la liberté.
- Wendy Darling

Doublage : Naoko Matsui (Japon), Barbara Tissier (France)
La grande sœur de la famille Darling.
- John Darling

Doublage : Kyōko Hamura (Japon), Carol Styczen (France)
Sans doute le plus peureux de la bande, John a l'art de se mettre dans des situations dangereuses.
- Michael Darling

Doublage : Yuriko Fuchizaki (Japon), Jackie Berger (France)
Malgré son jeune âge, Michael a plus d'une fois montré son courage.

### Résidents du Pays Imaginaire
- Fée Clochette

Doublage : Sumi Shimamoto (Japon), Annabelle Roux (France)
La petite amie de Peter Pan, jalouse de Wendy.
- Curly

Doublage : Yūko Mita (Japon)
Le meneur des garçons perdus, et sans doute l'un des plus courageux.
- Slightly

Doublage : Hiroko Emori (Japon)
L'un des garçons perdus, passionné de bricolage et de mécanique. Tout au long de l'histoire, il construira de nombreuses armes pour défier les pirates, mais aussi un dirigeable ou une machine à gratouiller. C'est aussi lui qui mettra au point le bateau volant dans lequel voyageront nos héros dans la deuxième moitié de la série.
- Tootles

Doublage : Kazue Ikura (Japon)
Le plus grand, mais aussi le plus distrait des garçons perdus.
- Lily la Tigresse

Doublage : Maria Kawamura (Japon), Yumi Fujimori (France)
La courageuse fille du chef indien. Elle a juré la perte du Capitaine Crochet.

### Côté de Capitaine Crochet
- Capitaine Crochet

Doublage : Chikao Ōtsuka (Japon), Philippe Dumat (France)
Grand méchant de l'histoire, son vœu le plus cher est de devenir le roi du Pays Imaginaire et il ne recule devant rien pour un jour venir à bout de Peter Pan.
- Monsieur Mouche

Doublage : Ken'ichi Ogata (Japon), Albert Augier (France)
Un vieux pirate qui sert le Capitaine Crochet.
- Bill

Doublage : Daisuke Gōri (Japon)
Il est l'un des pirates les plus puissants dirigés par Capitaine Crochet.
- Alf Mason

Doublage :Tesshō Genda (Japon)
- Cecco

Doublage : Kōichi Yamadera (Japon), Maurice Sarfati (France)
Il garde de nombreux couteaux dans son chapeau.
- Robert

Doublage : Issei Futamata (Japon)
Le responsable de l'artillerie du Capitaine Crochet.
- Starkey

Doublage : Masato Hirano (Japon), Maurice Sarfati (France)

### Côté de Sinistra
- Sinistra

Doublage : Hisako Kyōda (Japon)
La reine des ténèbres qui a juré la perte du Pays Imaginaire. Pour arriver à ses fins, elle utilise le pouvoir du Miroir Noir pour faire régner la désolation.
- Luna

Doublage : Maria Kawamura (Japon), Yumi Fujimori (France)
Petite-fille de Sinistra, la reine des ténèbres, Luna s'est enfui du château de sa grand-mère en emportant le médaillon indispensable au fonctionnement du Miroir Noir. Poursuivie par les hommes en noir, elle est finalement sauvée par Peter Pan.
- Les hommes en noir

Doublage : Maurice Sarfati (France)
Serviteurs de la reine des ténèbres, ces trois hommes ne reculent devant rien pour retrouver la princesse Luna et le médaillon qu'elle a dérobé à sa grand-mère.

### Autres
- Le grand Chef
- Les sirènes (VF : Barbara Tissier et Jackie Berger)
- Don Malaprop (VF : Philippe Dumat)
- Pénélope
- La reine des fées des Fleurs (VF : Yumi Fujimori)
- La statue de pierre
- L'homme de pluie : Ce géant de pierre n'apparaît qu'après trois jours de pluie diluviennes. L'oiseau du souvenir a trouvé refuge sur sa tête. On dit que ceux qui ont le malheur de s'y aventurer alors que la pluie a cessé disparaissent dans un monde inconnu.

### Les animaux
- Crocodile d'horloge : Un animal pour lequel le Capitaine Crochet n'est pas doué.
- Nana
- Canaillou : le raton-laveur de compagnie de Michael.
- L'oiseau du souvenir (VF : Maurice Sarfati) : On dit que cet oiseau légendaire qui vit sur la tête de l'homme de pluie connaît tout sur le Pays Imaginaire, mais rares sont les personnes ayant pu lui parler.
- L'oiseau de paradis

## Fiche technique
- Réalisation : Yoshio Kuroda
- Scénario : Shun'ichi Yukimuro, Michiru Shimada
- Conception de personnages : Takashi Nakamura
- Décors : Shōhei Kawamoto
- Musiques : Toshiyuki Watanabe (Japon); Haim Saban, Shuki Levy (France)
- Directeur du son : Etsuji Yamada
- Directeur d'animation : Hirotsugu Kawasaki, Hirokazu Ishiyuki, Tomihiko Ōkubo, Megumi Kagawa, Kazushige Yusa, Hiroyuki Okiura, Moriyasu Taniguchi
- Directeur artistique : Masamichi Takano
- Producteur : Shigeo Endō (Nippon Animation), Yoshihisa Tachikawa (Fuji Television)
- Planification : Shōji Satō (Nippon Animation), Kenji Shimizu (Fuji Television)
- Gestion de la production : Mitsuru Takakuwa, Junzō Nakajima (Nippon Animation)
- Bureau de la production : Shun'ichi Kosao, Yasunori Tsukamoto (Nippon Animation)

## Génériques

### Génériques japonais
- Générique de début : Peter Pan à nouveau (もう一度ピーターパン, Mōichido Pītā Pan?)
- Générique de fin : Rêve, sésame ouvert! (夢よ開けゴマ!, Yume yo hirake goma!?)

(Les deux génériques)
- Chanteuse : Yukiko Iwai (communément appelé "Yūyu")
- Paroles : Yasushi Akimoto
- Musique : Yoshimasa Inoue
- Arrangement : Akira Nishihira

### Génériques français
- Génériques français : Peter Pan
  - Chanteur : Patrice Shreider
  - Musique : Shuki Levy, Haïm Saban

## Épisodes
1. Qui est Peter Pan ? (早く来て!みんなの憧れピーターパン?)
2. La Leçon de vol (ネバーランドへGo! Go! Go!?)
3. L'Arrivée (海賊が出た! 夢と冒険の国ネバーランド?)
4. Le Mic-Mac du crocodile (登場! 時計ワニはフック船長の友だち??)
5. La Machine à coudre (フック船長はミシンの音が大嫌い!?)
6. John rejoint les pirates (ジョンの初恋? おてんば娘現れる?)
7. L'Œuf magique (ウェンディ頑張る! 卵は誰にも渡さない?)
8. Qui a l'heure ici ? (作戦開始! 時計ワニを笑わせろ!?)
9. C'est tous les jours notre anniversaire (ネバーランドの法律? 毎日が誕生日だ!?)
10. Le Rendez-vous de John et de Lily (怪しげな行動!ジョンを尾行しろ?)
11. Le Portrait (新兵器! 水陸両用シンデレラの馬車??)
12. Des histoires qui font peur (海賊も逃げる?マイケルの恐い話!?)
13. Prisonnier des pirates (救出作戦開始! ピーターパンを助けろ?)
14. Un jeune héros (スノルム山の悪夢とマイケルの勇気?)
15. Le Traître (フックを裏切れ! 海賊をやめたチェッコ?)
16. Blanche-Wendy (ウェンディ怒る! ピーターパンて大嫌い?)
17. John ne peut pas dormir (ジョンが眠れない!眠りの精を捕まえろ?)
18. Un acte courageux (勇気を示せトートルズ!海賊の旗を奪え?)
19. La Disparition du bateau (フックの決意!消えた海賊船の謎??)
20. La Disparition de Wendy (絶対絶命!ウェンディが霧の谷に消えた?)
21. Sauvez Wendy ! (ウェンディを救え!命をかけたティンク?)
22. L'Arme secrète du capitaine (秘密兵器始動! フック船長最後の切り札?)
23. À la recherche de Clochette (謎が深まる! ティンクの故郷を探せ?)
24. La Princesse des ténèbres (恐ろしい黒マントの集団と謎の美少女!?)
25. Le Retour de Clochette (お帰りティンク! 妖精の国はふしぎな国?)
26. Le Retour du capitaine Crochet (復活フック船長!空飛ぶ海賊船建造計画?)
27. Le Chevalier du passé (ジョンの憧れ! 木馬に乗った騎?)
28. Wendy devient méchante (悪魔になったウェンディ?)
29. Un envol difficile (妖精プシケ! 勇気を出して飛びたて?)
30. La mer du Diable (浮上開始! フックの空飛ぶ海賊船?)
31. Peter n'est plus lui-même (夢がない! 飛べなくなったピーターパン?)
32. Le Mystère du miroir blanc (海賊と一緒に探せ、 白い鏡の謎?)
33. Le Destin de Luna (ルナの涙! 私はダークネスの魔女??)
34. Le Train fantôme (汽笛が聞こえる? 幽霊機関車を探せ!?)
35. Le Miroir noir (強敵! 手を組んだフックとダークネス?)
36. John abandonne (冒険中止? みんなの胸がドキドキ痛い!?)
37. Le Passage secret (史上最大の迷路! ダークネス城への道?)
38. Les Méfaits du miroir noir (黒い鏡始動! ネバーランドが大ピンチ?)
39. Luna devient méchante (フックの野望! ダークネス城を乗っ取れ?)
40. La Fin du Pays imaginaire (最後の決戦! ピーターパン対フック船長?)
41. Au revoir Peter Pan (さよならピーターパン! 夢と冒険の国?)